# 庫澤明
50°8′56″N 34°38′48″E / 50.14889°N 34.64667°E
庫澤明（烏克蘭語：Куземин）是位於烏克蘭東北部的村莊，由蘇梅州奥赫蒂尔卡区的赫倫市鎮負責管轄。該村處於沃爾斯克拉河右岸，分別距離斯克利卡3公里和比利西克2.5公里，海拔高度188米。